# Заслуженный шахтёр Российской Федерации
«Заслу́женный шахтёр Росси́йской Федера́ции» — почётное звание, входящее в систему государственных наград Российской Федерации.

## Основания для присвоения
Звание «Заслуженный шахтёр Российской Федерации» присваивается высокопрофессиональным рабочим, мастерам, инженерно-техническим и научным работникам организаций угольной, железорудной и других горнодобывающих отраслей промышленности за личные заслуги:
- в выполнении с существенным опережением графика производственных заданий;
- в осуществлении рационализаторской и инновационной деятельности, способствующей улучшению качества добываемой продукции, достижению высоких показателей производительности труда, уровня экологичности и безопасности проведения работ на горнодобывающих, обогатительных и перерабатывающих производствах, а также снижению энергозатрат;
- в создании на территории Российской Федерации инновационных добывающих, обогатительных и перерабатывающих производств, обеспечивающих удовлетворение потребностей населения и организаций различных отраслей промышленности в высококачественной современной продукции и существенное замещение её импортных аналогов;
- во внедрении прогрессивных технологий строительства объектов угледобычи и горнодобывающей промышленности с применением новейших научных достижений;
- в подготовке квалифицированных кадров для горно- и угледобывающей отраслей.

Почётное звание «Заслуженный шахтёр Российской Федерации» присваивается, как правило, не ранее чем через 20 лет с начала осуществления профессиональной деятельности в организациях горно- и угледобывающей отраслей (лицам, работающим непосредственно на подземных работах, — не ранее чем через 10 лет) и при наличии у представленного к награде лица отраслевых наград (поощрений) федерального органа государственной власти или органов государственной власти субъектов Российской Федерации.

## Порядок присвоения
Почётные звания Российской Федерации присваиваются указами Президента Российской Федерации на основании представлений, внесённых ему по результатам рассмотрения ходатайства о награждении и предложения Комиссии при Президенте Российской Федерации по государственным наградам.

## История звания
Почётное звание «Заслуженный шахтёр Российской Федерации» установлено Указом Президента Российской Федерации от 30 декабря 1995 года № 1341 «Об установлении почётных званий Российской Федерации, утверждении положений о почётных званиях и описания нагрудного знака к почётным званиям Российской Федерации». Тем же указом утверждено первоначальное Положение о почётном звании, в котором говорилось:
Почётное звание «Заслуженный шахтёр Российской Федерации» присваивается высокопрофессиональным рабочим, инженерно-техническим работникам объединений, шахт, карьеров, обогатительных и брикетных фабрик угольной, железорудной и других отраслей горнодобывающей промышленности за заслуги в добыче сырья, производстве продукции, улучшении её качества, создании, проектировании и освоении новых типов оборудования, во внедрении новых прогрессивных технологий строительства объектов угледобычи и горнодобывающей промышленности, в развитии научных исследований, организации производства и работающим на подземных работах не менее 10 лет, на поверхности — 15 и более лет.
В настоящем виде Положение о почётном звании утверждено Указом Президента Российской Федерации от 7 сентября 2010 года № 1099 «О мерах по совершенствованию государственной наградной системы Российской Федерации».

## Нагрудный знак
Нагрудный знак имеет единую для почётных званий Российской Федерации форму и изготавливается из серебра высотой 40 мм и шириной 30 мм. Он имеет форму овального венка, образуемого лавровой и дубовой ветвями. Перекрещенные внизу концы ветвей перевязаны бантом. На верхней части венка располагается Государственный герб Российской Федерации. На лицевой стороне, в центральной части, на венок наложен картуш с надписью — наименованием почётного звания.
На оборотной стороне имеется булавка для прикрепления нагрудного знака к одежде. Нагрудный знак носится на правой стороне груди.

## Переходный период
В России до принятия Указа Президента Российской Федерации от 30 декабря 1995 года № 1341 действовали правовые акты об установлении почётных званий РСФСР. После изменения наименования государства с «Российская Советская Федеративная Социалистическая Республика» на «Российская Федерация» (см. Закон РСФСР от 25 декабря 1991 года № 2094-I) в названиях всех почётных званий наименование «РСФСР» было заменено словами «Российской Федерации», таким образом, с 1992 года до 30 марта 1996 года производилось присвоение однотипного почётного звания РСФСР, существовавшего с 1966 года, с тождественным современному наименованием.

## Присвоение звания
- Щадов, Михаил Иванович (1997) — министр угольной промышленности СССР в 1985—1991 годах.